# Primož Ulaga
Primož Ulaga (kyrillisch Примож Улага; * 20. Juli 1962 in Ljubljana) ist ein ehemaliger jugoslawischer Skispringer und heutiger slowenischer Skisprungfunktionär.

## Werdegang
Bei den Olympischen Winterspielen 1988 in Calgary gewann er mit der jugoslawischen Mannschaft die Silbermedaille. Vier Jahre zuvor bei den Spielen in  Sarajevo erlebte er seine schwärzesten Momente in seinem Springerleben, als er dem Erwartungsdruck seiner Landsleute nicht gewachsen war, bei den Olympischen Springen nur hintere Plätze belegte und von den Zuschauern ausgepfiffen wurde. In der Saison 1987/88 wurde er im Weltcup hinter Matti Nykänen und Pavel Ploc Dritter und gewann außerdem die Silbermedaille bei der Skiflug-Weltmeisterschaft. Derzeit ist er Verbandspräsident für den Nordischen Skisport in Slowenien.

## Erfolge

### Weltcupsiege im Einzel
| Nr. | Datum             | Ort         | Typ           |
| --- | ----------------- | ----------- | ------------- |
| 1.  | 23. Februar 1981  | Thunder Bay | Normalschanze |
| 2.  | 27. März 1983     | Planica     | Großschanze   |
| 3.  | 17. Dezember 1983 | Lake Placid | Normalschanze |
| 4.  | 7. Dezember 1985  | Thunder Bay | Normalschanze |
| 5.  | 8. Dezember 1985  | Thunder Bay | Großschanze   |
| 6.  | 4. Januar 1987    | Innsbruck   | Großschanze   |
| 7.  | 25. Januar 1987   | Sapporo     | Großschanze   |
| 8.  | 26. März 1988     | Planica     | Normalschanze |
| 9.  | 27. März 1988     | Planica     | Großschanze   |

### Weltcup-Platzierungen
| Saison  | Platz | Punkte |
| ------- | ----- | ------ |
| 1979/80 | 32.   | 031    |
| 1980/81 | 16.   | 057    |
| 1981/82 | 36.   | 020    |
| 1982/83 | 18.   | 070    |
| 1983/84 | 06.   | 120    |
| 1984/85 | 34.   | 020    |
| 1985/86 | 06.   | 145    |
| 1986/87 | 07.   | 132    |
| 1987/88 | 03.   | 127    |
| 1988/89 | 41.   | 013    |
| 1989/90 | 12.   | 096    |
| 1990/91 | 44.   | 009    |

### Schanzenrekorde
| Ort  | Land     | Weite               | aufgestellt am | Rekord bis |
| ---- | -------- | ------------------- | -------------- | ---------- |
| Oslo | Norwegen | 109,5 m (HS: 134 m) | 15.03.1981     | 1985       |